# Anicet Melot
Pour les articles homonymes, voir Melot.
Anicet Melot, né en 1697 à Dijon et mort le 20 septembre 1759 à Paris, est un érudit français.

## Biographie
Éduqué au collège Sainte-Barbe, Melot fut un habile helléniste. Admis en 1738 à l’Académie des inscriptions, il fut nommé, en 1741, au poste qu’il occupa jusqu’à sa mort de garde des manuscrits de la Bibliothèque du roi dont il dressa un catalogue.
Il collabora également avec Capperonnier et Sallier à une édition de l’Histoire de saint Louis de Joinville.
Outre de savantes dissertations dans le recueil de l’Académie des inscriptions, on lui doit : Catalogus codicum manuscriptorum Bibliothecæ regiæ (Paris, 1739-1741, 4 vol. in-fol.), et le tome VI du Catalogue des livres imprimés de la Bibliothèque du roi. Il rédigea également un traité intitulé Dissertation sur la prise de Rome par les Gaulois où il entreprenait de prouver, contre Tite-Live que le Capitole, ainsi que la ville, s’étaient rendus aux Gaulois.

## Source
- Gustave Vapereau, Dictionnaire universel des littératures, Paris, Hachette, 1876, p. 1371